# Badersdorf
Badersdorf (ungarisch Pöszöny, kroatisch Pesem) ist eine Gemeinde mit 290 Einwohnern (Stand 1. Jänner 2024) im Bezirk Oberwart im Burgenland in Österreich.

## Geografie
Die Gemeinde liegt im Südburgenland an der Pinka. Diese fließt in einer Höhe von rund 250 Meter über dem Meer von Westen nach Osten durch das Gemeindegebiet. Nach Norden und Süden steigt das Land auf 350 Meter an.
Die Fläche umfasst 8,64 Quadratkilometer. Davon sind 49 Prozent landwirtschaftliche Nutzfläche, 38 Prozent sind bewaldet.
Badersdorf ist die einzige Ortschaft und Katastralgemeinde in der Gemeinde.
| Deutscher Ortsname | Ungarischer Ortsname | Kroatischer Ortsname |
| ------------------ | -------------------- | -------------------- |
| Badersdorf         | Pöszöny              | Pesem                |

### Nachbargemeinden
| Großpetersdorf |                                             | Hannersdorf                |
| Mischendorf    | Kompassrose, die auf Nachbargemeinden zeigt |                            |
|                | Kohfidisch                                  | Deutsch Schützen-Eisenberg |

## Geschichte

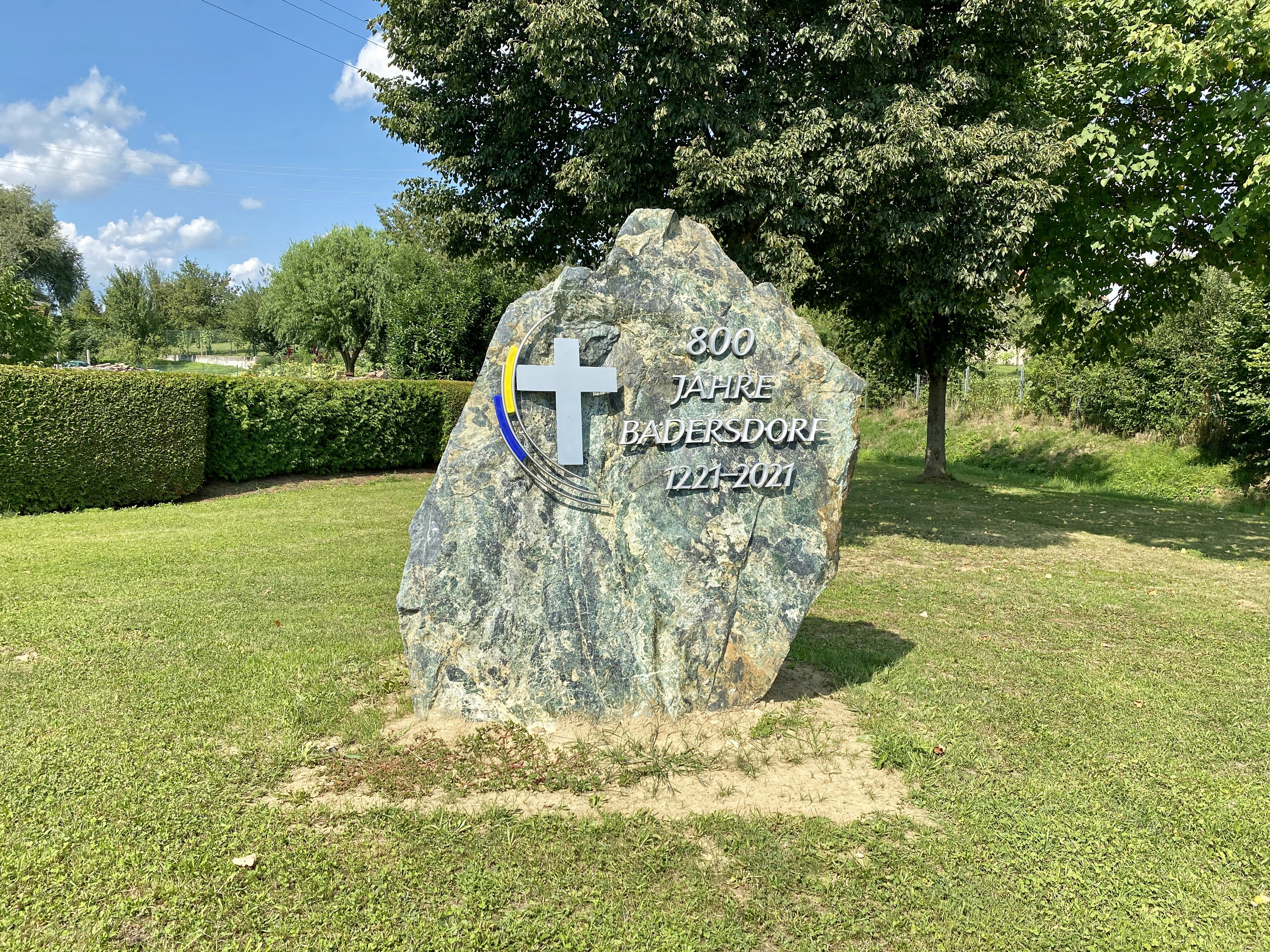
Gedenkstein 800 Jahre Badersdorf

Die erste urkundliche Erwähnung des Ortes erfolge im Jahr 1221 als Poszicz.
Der Ort gehörte wie das gesamte Burgenland bis 1920/21 zu Ungarn (Deutsch-Westungarn). Seit 1898 musste aufgrund der Magyarisierungspolitik der Regierung in Budapest der ungarische Ortsname Pöszöny verwendet werden. Nach Ende des Ersten Weltkriegs wurde nach zähen Verhandlungen Deutsch-Westungarn in den Verträgen von St. Germain und Trianon 1919 Österreich zugesprochen. Der Ort gehört seit 1921 zum neu gegründeten Bundesland Burgenland (siehe auch Geschichte des Burgenlandes). Badersdorf zählt nicht zu jenen Gemeinden des Burgenlandes, die über einen ungarischen Bevölkerungsteil verfügen. Deshalb ist der ungarische Ortsname in der Umgangssprache verschwunden.
1970 wurde die selbständige Gemeinde Badersdorf in die Großgemeinde Kohfidisch eingegliedert. Nach einer Volksbefragung 1991 ist Badersdorf seit 1. Jänner 1993 wieder eine selbständige Gemeinde.

## Kultur und Sehenswürdigkeiten
- Römisch-katholische Filialkirche zur Kreuzerhöhung: 1852 nach Plänen von Johann Brenner im spätklassizistischen Stil erbaut
- Kriegerdenkmal: 1929 eingeweiht, denkmalgeschützt
- Burgenländische Hochzeitsmuseum an der Unteren Dorfstraße gelegen
- Sportverein Badersdorf, gegründet 1983.[4]

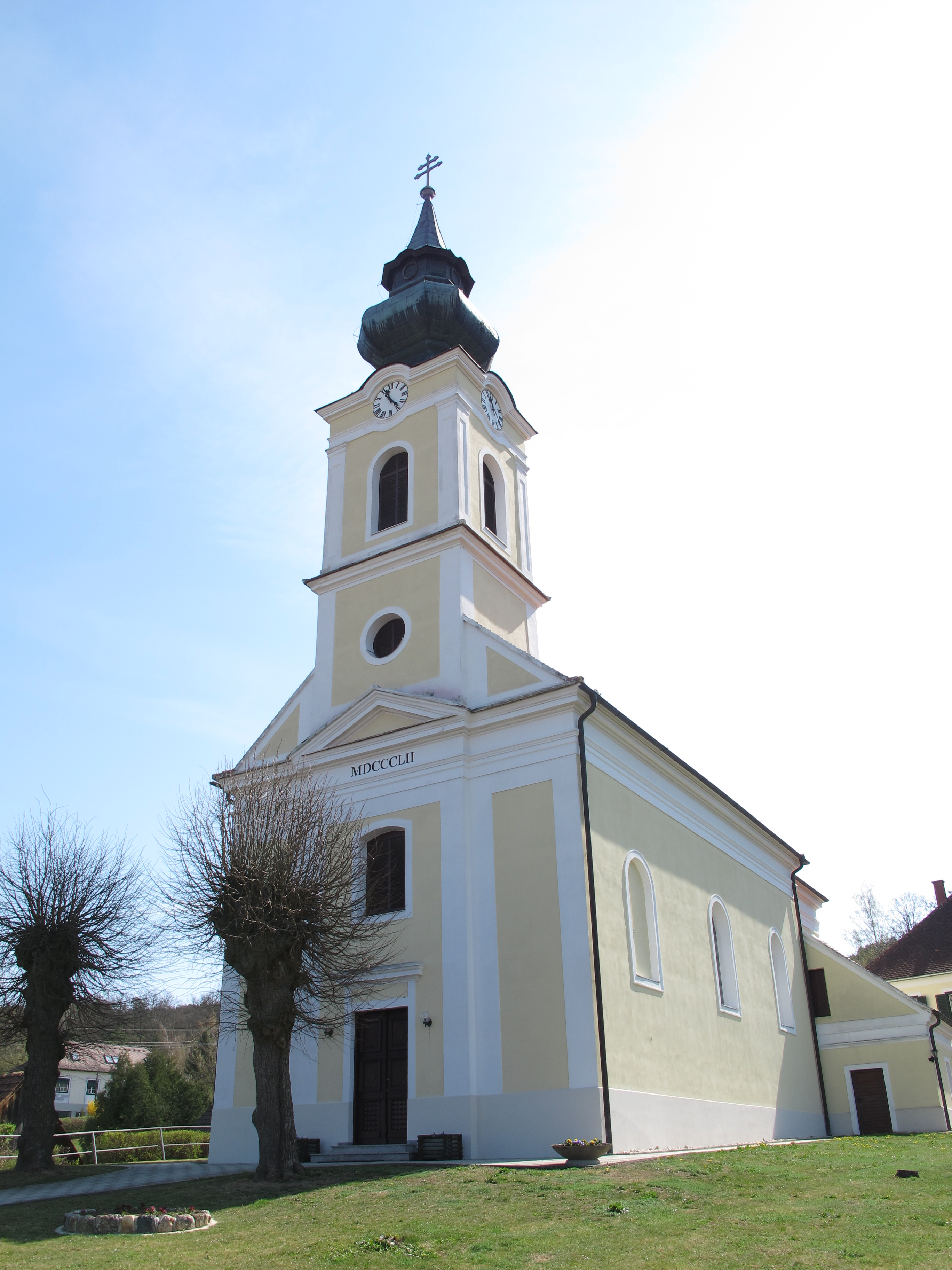
Filialkirche Badersdorf
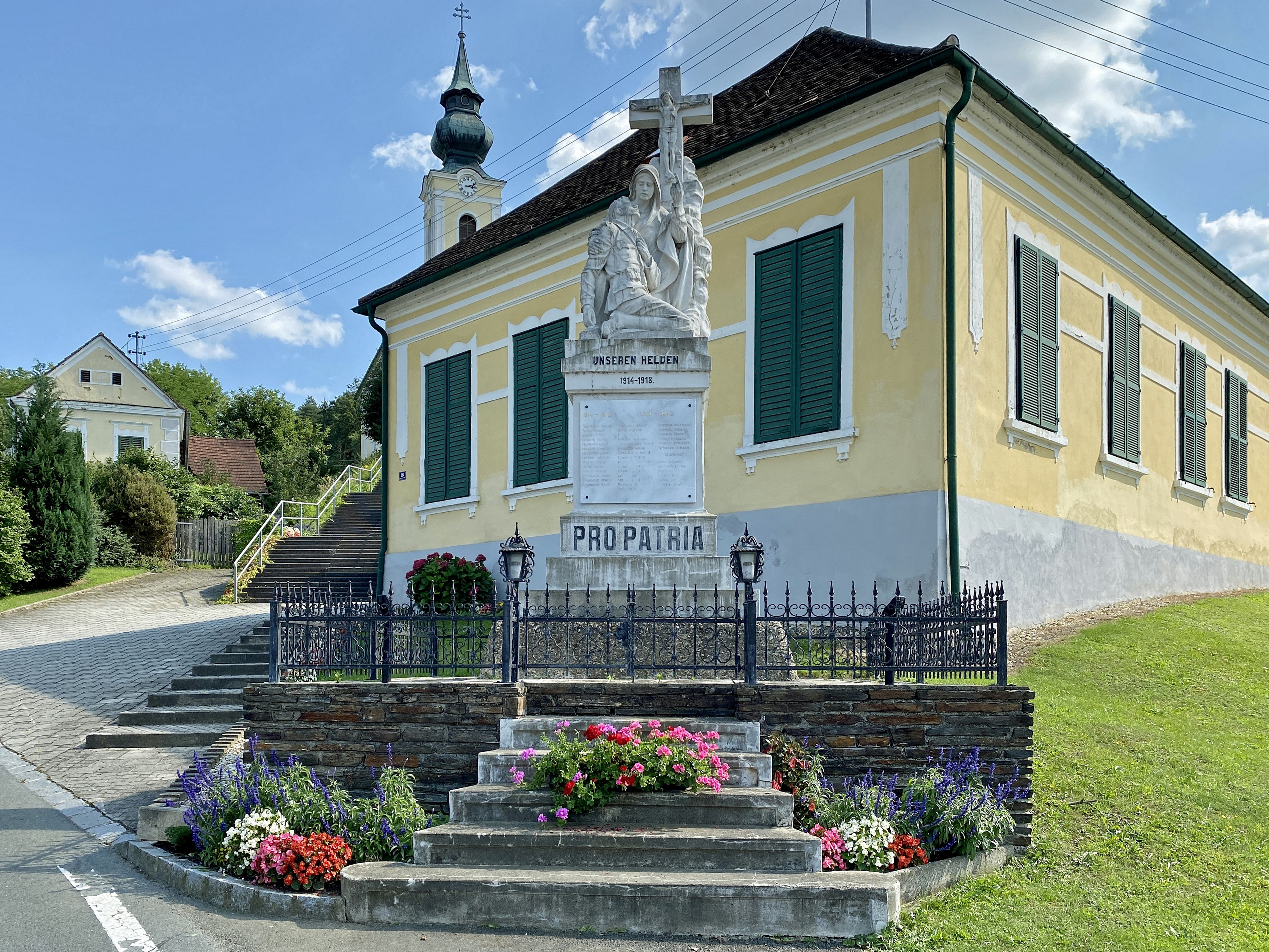
Kriegerdenkmal
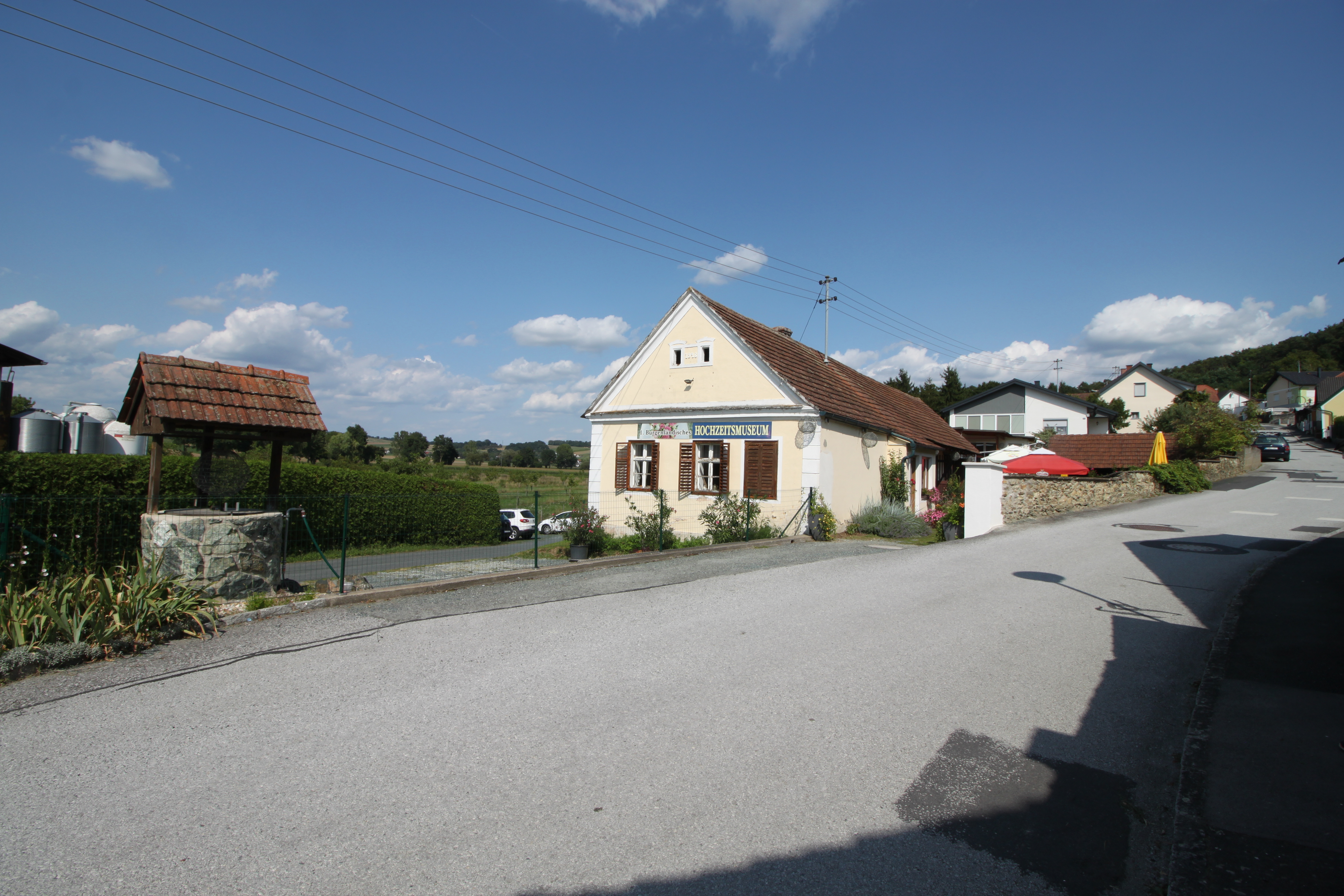
Burgenländisches Hochzeitsmuseum
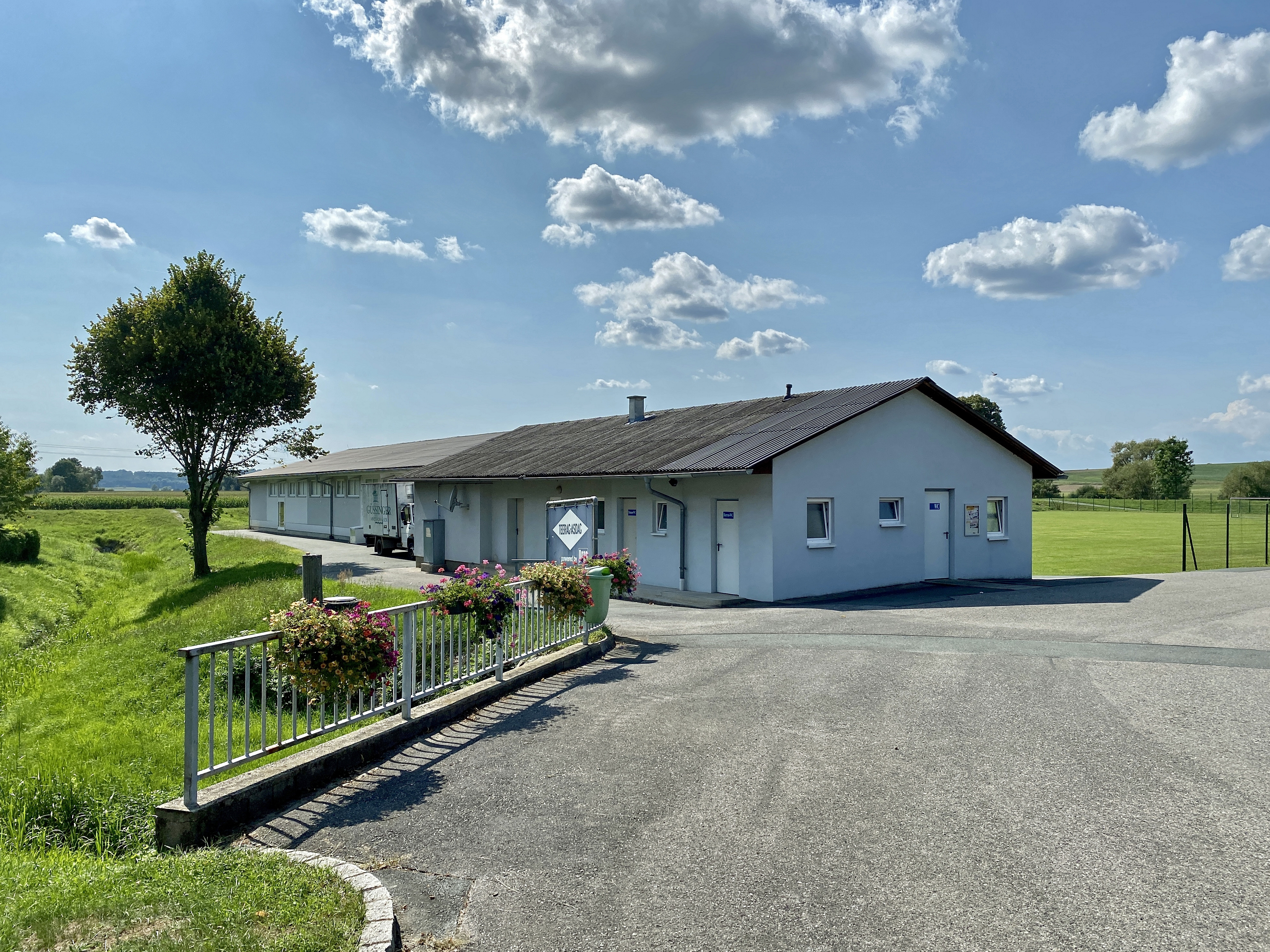
Sportverein Badersdorf

## Politik

### Gemeinderat

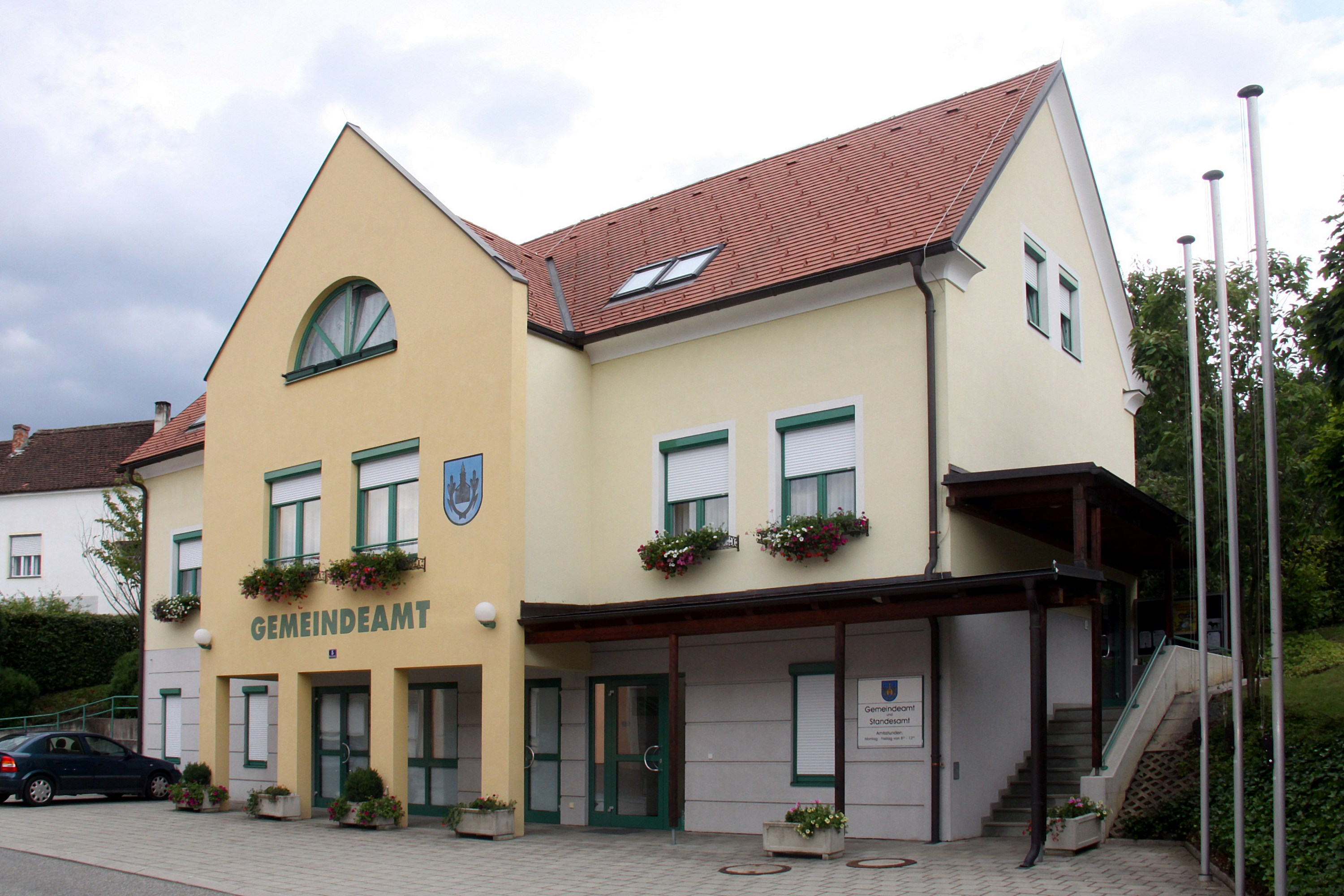
Gemeindeamt Badersdorf

Der Gemeinderat umfasst aufgrund der Anzahl der Wahlberechtigten insgesamt 11 Mitglieder.
| Partei          | 2022    | 2022    | 2022    | 2017    | 2017    | 2017    | 2012    | 2012    | 2012    | 2007    | 2007    | 2007    | 2002    | 2002    | 2002    | 1997    | 1997    | 1997    |
| Partei          | Sti.    | %       | M.      | Sti.    | %       | M.      | Sti.    | %       | M.      | Sti.    | %       | M.      | Sti.    | %       | M.      | Sti.    | %       | M.      |
| --------------- | ------- | ------- | ------- | ------- | ------- | ------- | ------- | ------- | ------- | ------- | ------- | ------- | ------- | ------- | ------- | ------- | ------- | ------- |
| ÖVP             | 162     | 72,65   | 8       | 189     | 81,12   | 9       | 188     | 75,20   | 9       | 187     | 67,51   | 8       | 167     | 63,02   | 7       | 171     | 76,00   | 9       |
| SPÖ             | 61      | 27,35   | 3       | 44      | 18,88   | 2       | 62      | 24,80   | 2       | 90      | 32,49   | 3       | 98      | 36,98   | 4       | 54      | 24,00   | 2       |
| Wahlberechtigte | 257     | 257     | 257     | 280     | 280     | 280     | 279     | 279     | 279     | 304     | 304     | 304     | 290     | 290     | 290     | 266     | 266     | 266     |
| Wahlbeteiligung | 93,00 % | 93,00 % | 93,00 % | 87,50 % | 87,50 % | 87,50 % | 93,55 % | 93,55 % | 93,55 % | 94,74 % | 94,74 % | 94,74 % | 96,55 % | 96,55 % | 96,55 % | 91,73 % | 91,73 % | 91,73 % |

### Bürgermeister
Bürgermeister ist seit 12. Jänner 2017 Daniel Ziniel (ÖVP). Er wurde vom Gemeinderat als Nachfolger von Franz Heiden (ÖVP), der seit der Trennung der Gemeinde von der Großgemeinde Kohfidisch am 1. Jänner 1993 vorstand und aus Altersgründen in den Ruhestand trat, gewählt. Ziniel war zum Zeitpunkt der Wahl mit 23 Jahren der jüngste Bürgermeister des Burgenlands und der zweitjüngste Bürgermeister Österreichs. Bei der Bürgermeisterdirektwahl am 1. Oktober 2017 wurde Ziniel mit 85,65 % Zustimmung der Wähler in seinem Amt bestätigt. Sein Mitbewerber Sven Michael Baumgartner (SPÖ) erhielt 14,35 % der Stimmen.
Amtsleiterin ist Tanja Müllner.

### Wappen
|  | Das Wappen wurde der Gemeinde am 17. Juni 2003 verliehen. Blasonierung: In Blau eine goldene, eintürmige, mit einem Zwiebelturm gekrönte Kirche, begleitet von je drei unten verschränkten goldenen Getreideähren (vorne und hinten). |